# Andy Warhol
Andy Warhol (ponegdje Andrew Warhola); (Pittsburgh, 6. kolovoza 1928. – New York, 22. veljače 1987.), američki slikar, dizajner i filmski stvaratelj rusinskog podrijetla.
U prvoj polovici 60-ih godina postaje vodeća ličnost pop arta, umjetničkog pokreta koji se služi ikonografijom i tiskarskim tehnikama masovne kulture. Prikaze predmeta masovne potrošnje umnožava i izvodi u sitotisku (Campbell-juha, Coca Cola, Brillo sapuni). Kasnije uvećava portrete tzv. super-zvijezda, prikazujući ih u smjelim kromatskim kontrastima (Elvis Presley, Marilyn Monroe, Elizabeth Taylor...). 
Producirao je prvi album utjecajne rock-grupe Velvet Underground te pokrenuo reviju "Interview" i vlastitu televizijsku stanicu. U studiju "The Factory" snima avangardne, tzv. underground-filmove ("San", "Djevojke iz Chelsea", "Empire State Building"). Objavio je knjigu "POPism" i zbirku fotografija "America".
Preživio je atentat koji je na njega izvršila radikalna feministkinja Valerie Solanas nakon čega se nije nikada zdravstveno oporavio.

## Vanjske poveznice
- Spomenik Andy Warholu (eng.)
- Zaklada vizualnih umjetnosti Andy Warhol (eng.)
- Енді Воргол (Андрій Ворхола): "Душа моя — русинська!" (ukr.)
- Український журнал - Everyday life Енді Воргола (ukr.)